# Ardatovi járás (Nyizsnyij Novgorod-i terület)

Az Ardatovi járás a Nyizsnyij Novgorod-i területen

Az Ardatovi járás (oroszul Ардатовский район) Oroszország egyik járása a Nyizsnyij Novgorod-i területen. Székhelye Ardatov.

## Népesség
- 1989-ben 32 361 lakosa volt.
- 2002-ben 30 346 lakosa volt.
- 2010-ben 26 428 lakosa volt, melynek 98,6%-a orosz.